# عين الشعرة (الحساسنة)
عين الشعرة هو دُوَّار يقع بجماعة موالين الغابة، إقليم بنسليمان، جهة الدار البيضاء سطات في المملكة المغربية. ينتمي الدوّار لمشيخة الحساسنة التي تضم 4 دواوير. يقدر عدد سكانه بـ 1668 نسمة حسب الإحصاء الرسمي للسكان والسكنى لسنة 2004.

## روابط خارجية
- البوابة الوطنية للجماعات الترابية نسخة محفوظة 12 مارس 2018 على موقع واي باك مشين.
- المندوبية السامية للتخطيط